# Lucrezia Romana
Lucrezia Romana è la zona urbanistica 10E (zona "O" 33) del Municipio Roma VII di Roma Capitale. Si estende sulla zona Z. XVIII Capannelle.
Il nome ricorda Lucrezia, figlia di Spurio Lucrezio Tricipitino e moglie di Lucio Tarquinio Collatino, vittima della violenza subita ad opera di Sesto Tarquinio, figlio dell'ultimo re di Roma, Tarquinio il Superbo.

## Geografia fisica

### Territorio

Osteria del Curato e Zone Urbanistiche dell'ex X Municipio

La zona, situata a sud-est della capitale, ha una forma a quadrilatero oblungo i cui lati sono costituiti dalla via Tuscolana, il Grande Raccordo Anulare, via Lucrezia Romana e via delle Capannelle.
La zona urbanistica confina:
- a nord con la zona urbanistica 10F Osteria del Curato
- a est con la zona urbanistica 10H Gregna
- a sud-ovest con la zona urbanistica 10C Quarto Miglio
- a ovest con la zona urbanistica 10B Appio Claudio

## Monumenti e luoghi d'interesse

### Architetture religiose

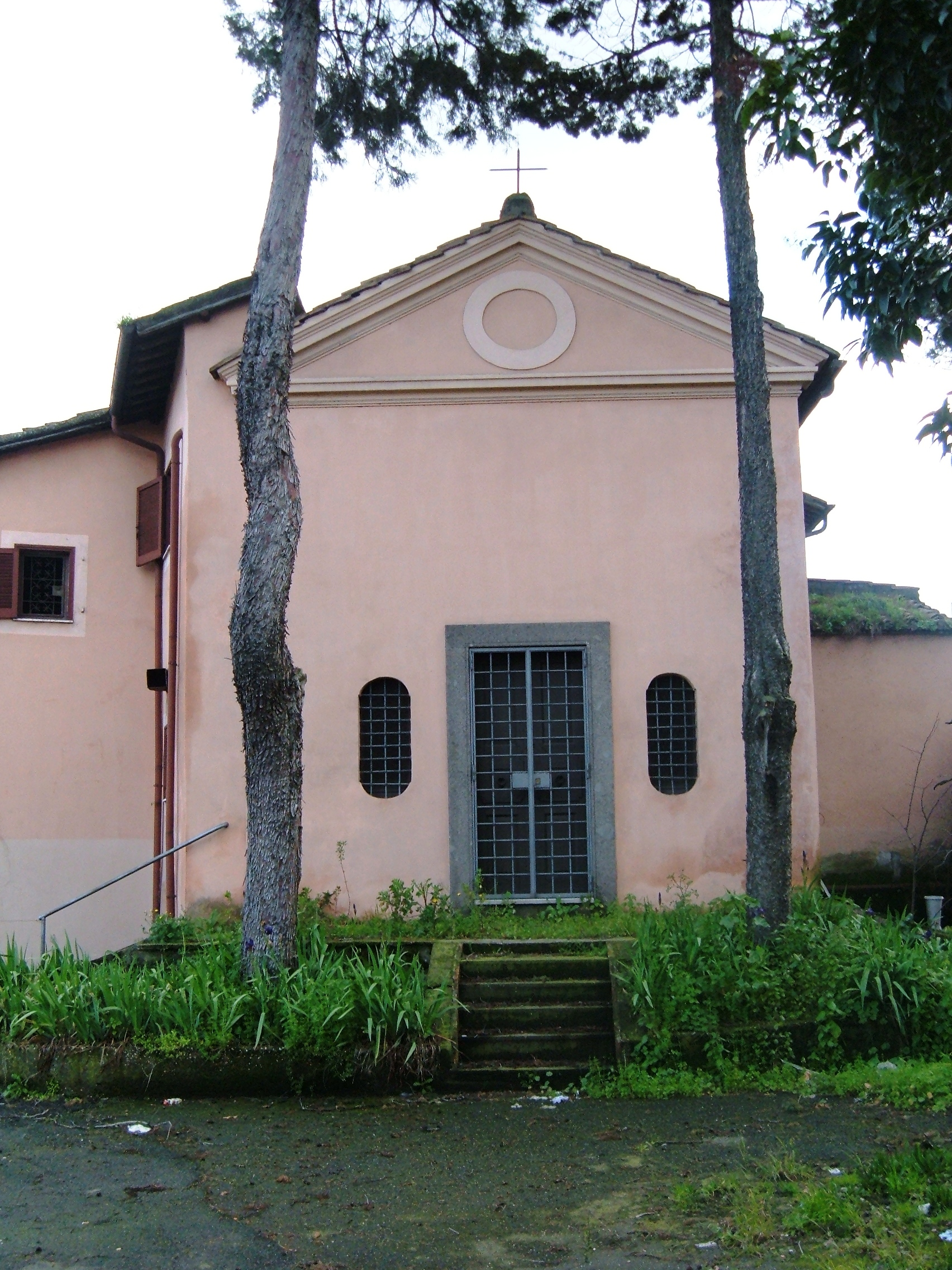
La chiesetta di San Giovanni Battista, in via Tuscolana

- Chiesa di San Giovanni Battista all'Osteria del Curato, su via Tuscolana. Chiesa del XVII secolo.

Chiesa rettoria della parrocchia di San Raimondo Nonnato.
- Chiesa di San Raimondo Nonnato, su via del Casale Ferranti. Chiesa del XX secolo.

Parrocchia eretta il 30 settembre 1964 con il decreto del cardinale vicario Clemente Micara "Paterna sollicitudine".

### Siti archeologici
In questa zona, sul lato di via delle Capannelle, si trovano i ruderi della Villa dei Sette Bassi oltre ad aree di notevole interesse archeologico, soprattutto lungo via Casale Ferranti. Al riguardo, sui terreni interessati sarà realizzato un Parco Archeologico.

## Geografia antropica

### Urbanistica
Per territorio di Lucrezia Romana sono stati effettuati i piani di Zona "Osteria del Curato 1" e "Osteria del Curato 2" e sussiste il piano particolareggiato di Zona "O" n. 33.

### Suddivisioni storiche
Nel territorio di Lucrezia Romana si trova la frazione di Osteria del Curato